# Itoigawa, Niigata
Itoigawa (糸魚川市 Itoigawa-shi) là thành phố thuộc tỉnh Niigata, Nhật Bản. Tính đến ngày 1 tháng 10 năm 2020, dân số ước tính thành phố là 40.765 người và mật độ dân số là 55 người/km². Tổng diện tích thành phố là 746,24 km².

## Địa lý

### Khí hậu
| Dữ liệu khí hậu của Itoigawa, Niigata    | Dữ liệu khí hậu của Itoigawa, Niigata | Dữ liệu khí hậu của Itoigawa, Niigata | Dữ liệu khí hậu của Itoigawa, Niigata | Dữ liệu khí hậu của Itoigawa, Niigata | Dữ liệu khí hậu của Itoigawa, Niigata | Dữ liệu khí hậu của Itoigawa, Niigata | Dữ liệu khí hậu của Itoigawa, Niigata | Dữ liệu khí hậu của Itoigawa, Niigata | Dữ liệu khí hậu của Itoigawa, Niigata | Dữ liệu khí hậu của Itoigawa, Niigata | Dữ liệu khí hậu của Itoigawa, Niigata | Dữ liệu khí hậu của Itoigawa, Niigata | Dữ liệu khí hậu của Itoigawa, Niigata |
| Tháng                                    | 1                                     | 2                                     | 3                                     | 4                                     | 5                                     | 6                                     | 7                                     | 8                                     | 9                                     | 10                                    | 11                                    | 12                                    | Năm                                   |
| ---------------------------------------- | ------------------------------------- | ------------------------------------- | ------------------------------------- | ------------------------------------- | ------------------------------------- | ------------------------------------- | ------------------------------------- | ------------------------------------- | ------------------------------------- | ------------------------------------- | ------------------------------------- | ------------------------------------- | ------------------------------------- |
| Cao kỉ lục °C (°F)                       | 17.5 (63.5)                           | 23.6 (74.5)                           | 26.0 (78.8)                           | 30.7 (87.3)                           | 31.8 (89.2)                           | 34.7 (94.5)                           | 37.2 (99.0)                           | 39.3 (102.7)                          | 37.6 (99.7)                           | 35.1 (95.2)                           | 27.0 (80.6)                           | 23.5 (74.3)                           | 39.3 (102.7)                          |
| Trung bình ngày tối đa °C (°F)           | 7.0 (44.6)                            | 7.4 (45.3)                            | 10.9 (51.6)                           | 16.3 (61.3)                           | 21.2 (70.2)                           | 23.4 (74.1)                           | 28.5 (83.3)                           | 30.3 (86.5)                           | 26.6 (79.9)                           | 21.3 (70.3)                           | 15.7 (60.3)                           | 10.2 (50.4)                           | 18.3 (64.9)                           |
| Trung bình ngày °C (°F)                  | 3.6 (38.5)                            | 3.8 (38.8)                            | 6.7 (44.1)                            | 11.8 (53.2)                           | 16.8 (62.2)                           | 20.7 (69.3)                           | 25.0 (77.0)                           | 26.6 (79.9)                           | 22.8 (73.0)                           | 17.3 (63.1)                           | 11.6 (52.9)                           | 6.5 (43.7)                            | 14.4 (57.9)                           |
| Tối thiểu trung bình ngày °C (°F)        | 0.9 (33.6)                            | 0.7 (33.3)                            | 2.9 (37.2)                            | 7.6 (45.7)                            | 12.9 (55.2)                           | 17.7 (63.9)                           | 22.3 (72.1)                           | 23.6 (74.5)                           | 19.7 (67.5)                           | 14.0 (57.2)                           | 8.2 (46.8)                            | 3.4 (38.1)                            | 11.2 (52.2)                           |
| Thấp kỉ lục °C (°F)                      | −5.3 (22.5)                           | −5.2 (22.6)                           | −3.1 (26.4)                           | −1.3 (29.7)                           | 5.1 (41.2)                            | 10.7 (51.3)                           | 15.4 (59.7)                           | 17.2 (63.0)                           | 11.4 (52.5)                           | 4.8 (40.6)                            | 0.8 (33.4)                            | −4.2 (24.4)                           | −5.3 (22.5)                           |
| Lượng Giáng thủy trung bình mm (inches)  | 354.8 (13.97)                         | 225.5 (8.88)                          | 204.5 (8.05)                          | 135.1 (5.32)                          | 120.5 (4.74)                          | 168.0 (6.61)                          | 237.8 (9.36)                          | 223.3 (8.79)                          | 251.4 (9.90)                          | 232.4 (9.15)                          | 341.0 (13.43)                         | 407.4 (16.04)                         | 2.901,5 (114.23)                      |
| Số ngày giáng thủy trung bình (≥ 1.0 mm) | 24.8                                  | 19.8                                  | 18.9                                  | 13.2                                  | 11.4                                  | 11.8                                  | 14.2                                  | 11.7                                  | 14.0                                  | 15.2                                  | 19.1                                  | 23.4                                  | 197.5                                 |
| Số giờ nắng trung bình tháng             | 52.9                                  | 85.2                                  | 135.4                                 | 178.8                                 | 205.3                                 | 160.4                                 | 159.2                                 | 195.2                                 | 138.9                                 | 133.9                                 | 99.7                                  | 66.6                                  | 1.611,5                               |
| Nguồn: Cục Khí tượng Nhật Bản            |                                       |                                       |                                       |                                       |                                       |                                       |                                       |                                       |                                       |                                       |                                       |                                       |                                       |